# Forêts nationales de la Panhandle de l'Idaho

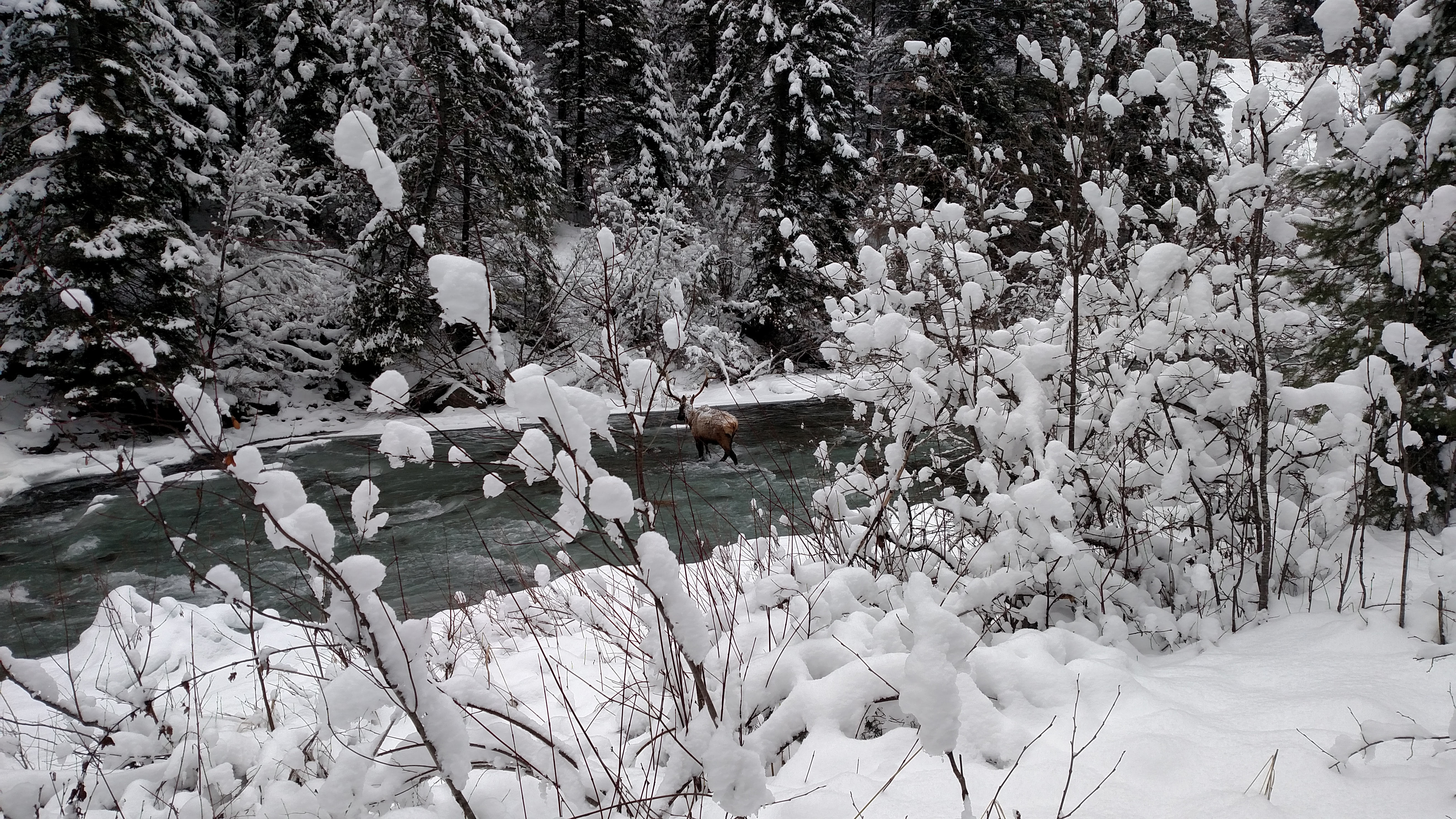
L'hiver sur l'embranchement nord de la rivière Saint-Joe

Les forêts nationales de l'Idaho Panhandle sont un ensemble administré conjointement de trois forêts nationales situées principalement dans l'État américain de l'Idaho. En 1973, de grandes parties des forêts nationales de Kaniksu, Coeur d'Alene et St. Joe ont été regroupées pour être gérées administrativement sous le nom de forêts nationales de la Panhandle de l'Idaho (Idaho Panhandle National Forests ou IPNF). L'IPNF comprend plus de 2,5 millions d'acres (10 000 km 2) de terres publiques dans la panhandle ("queue de poêle) du nord de l'Idaho, avec de petites zones s'étendant dans l'est de l'État de Washington (4,7 %) et l'ouest de celui du Montana (1,2 %). La partie la plus septentrionale de l'IPNF partage une frontière avec le Canada. Le bureau du superviseur forestier est situé à Coeur d'Alene  dans l'Idaho avec des bureaux de district à Bonners Ferry, Sandpoint, Priest River (Priest Lake Ranger District), Fernan et Smelterville (Coeur d'Alene River Ranger District) et St. Maries et Avery (District de St. Joe Ranger).

## Géographie
Les altitudes sur l'IPNF vont de 2 100 à 7 600 pieds (640 à 2300 m) avec jusqu'à 80 pouces (200 cm) de précipitations à haute altitude. L'IPNF est caractérisée par plusieurs chaînes de montagnes, dont les montagnes Selkirk, les montagnes Cabinet, les montagnes Purcell, la chaîne Coeur d'Alene et la chaîne Bitterroot, entrecoupées de grands lacs tels que les lacs Coeur d'Alene, Pend Oreille et les lacs Priest supérieur et inférieur. Les principales vallées fluviales sont St. Joe, Coeur d'Alene, Priest, Pend Oreille, Clark Fork et Kootenai.

## Faune
Les forêts nationales de l'Idaho Panhandle abritent une grande variété d'animaux sauvages. Des cerfs de Virginie, des cerfs mulets, des ratons laveurs, des wapitis, des grizzlis, des orignaux, des ours noirs, des coyotes, des loups des bois, des mouffettes, des couguars, des martres, des castors, des loutres de rivière, des lynx roux, des visons et des carcajous sont souvent vus par les visiteurs.
Les espèces d'oiseaux comprennent les corbeaux, le dindon sauvage, les geais bleus, les cailles de Californie, de nombreuses espèces de tétras, le balbuzard pêcheur, l'aigle royal, le pygargue à tête blanche et de nombreuses variétés de hiboux. Les rivières et les lacs du Panhandle abritent certains des meilleurs lieux de pêche au monde.

## Zones sauvages
Il existe une zone de nature sauvage officiellement désignée au sein de l'IPNF qui fait partie du National Wilderness Preservation System. Le Salmo-Priest Wilderness se trouve en partie dans le district de Priest Lake Ranger de l'IPNF et s'étend dans la forêt nationale voisine de Colville. Quatre zones sans route sont actuellement proposées pour la nature sauvage totalisant 146 700 acres (590 km 2 ) :
- Zone sans route de Salmo-Priest (portion de l'Idaho)
- Crête de Selkirk
- Pics Scotchman
- Colvert-Larkins

## Zones des loisirs
L'IPNF gère une diversité d'opportunités récréatives, et il existe de vastes réseaux de sentiers pour le bétail, les VHR, la randonnée, la motoneige d'hiver et le ski de fond. Plus de 2 250 km de sentiers sont entretenus pour la randonnée et 1 290 km pour le VTT. Les sentiers notables incluent le sentier du tunnel de Pulaski,  qui explore l'histoire des incendies de 1910 et les pompiers qui les ont combattus, et la route du Hiawatha, un itinéraire rails-sentiers de 24 km qui comprend les 2,7 km du tunnel de Taft. La zone Emerald Creek Garnet offre la possibilité de collecter des grenats étoilés et est l'un des deux seuls endroits au monde où ces gemmes peuvent être trouvées. Les forêts contiennent deux bosquets d'anciens cèdres rouges géants anciens, Settler's Grove of Ancient Cedars près de Murray, Idaho et Roosevelt Grove of Ancient Cedars près de Nordman, Idaho, qui sont tous deux des sentiers de randonnée populaires.

## Photos

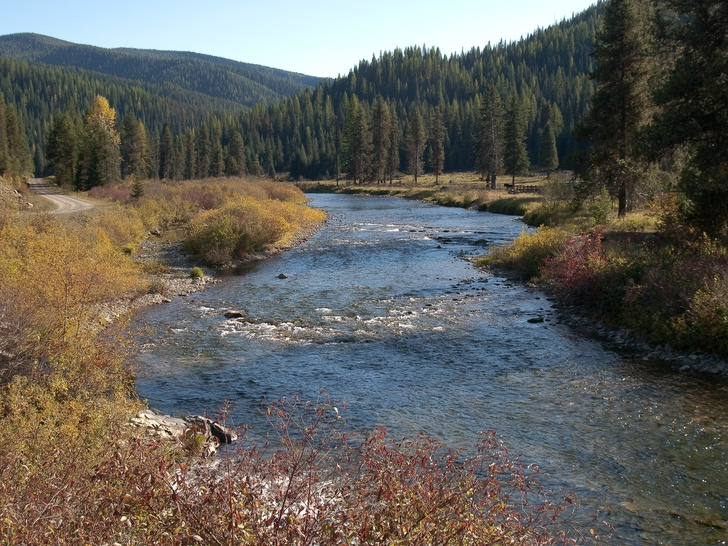
La rivière Saint-Joe à Red Ives

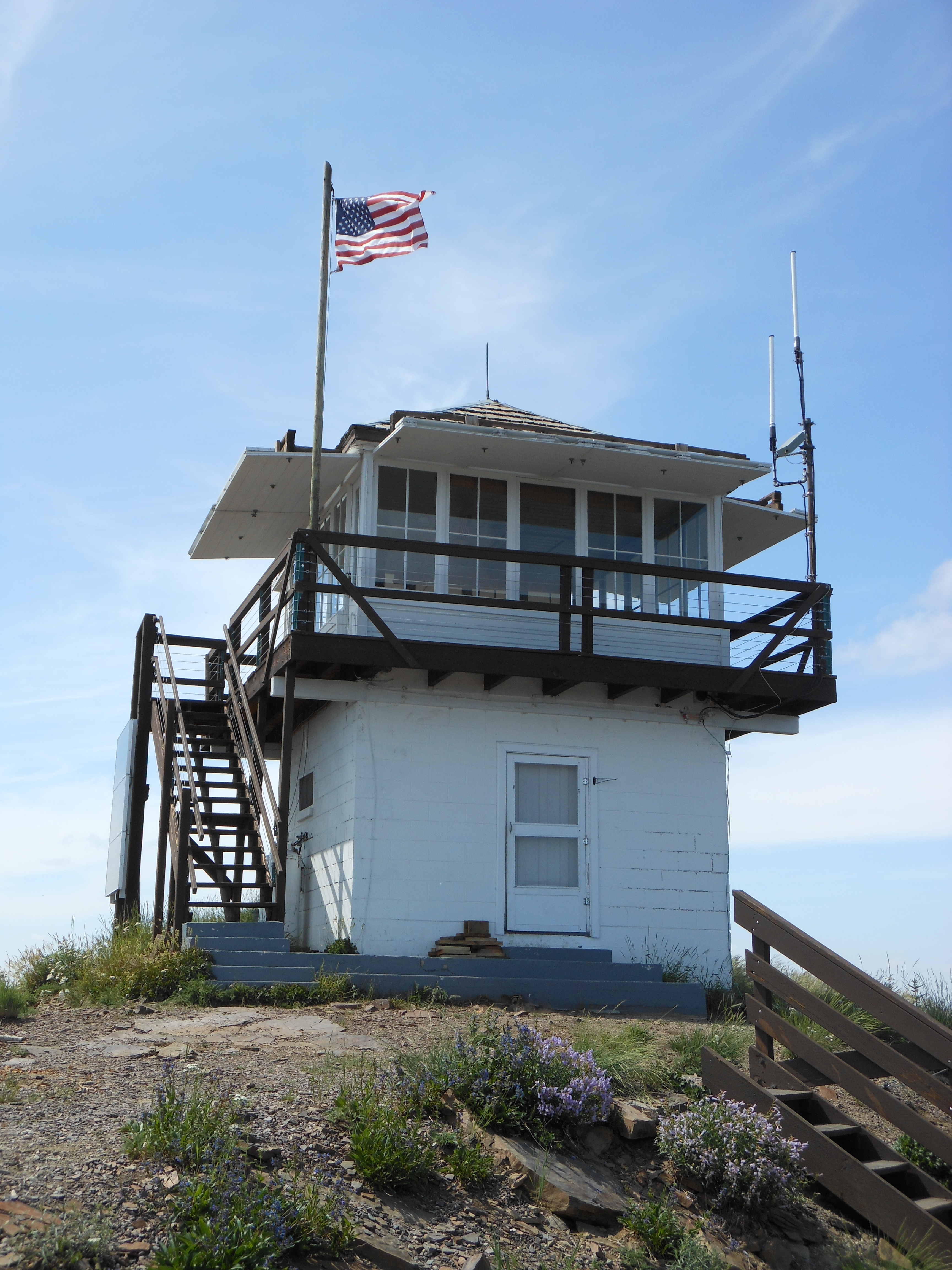
Petit belvédère de garde dans la région de la rivière Coeur d'Alene
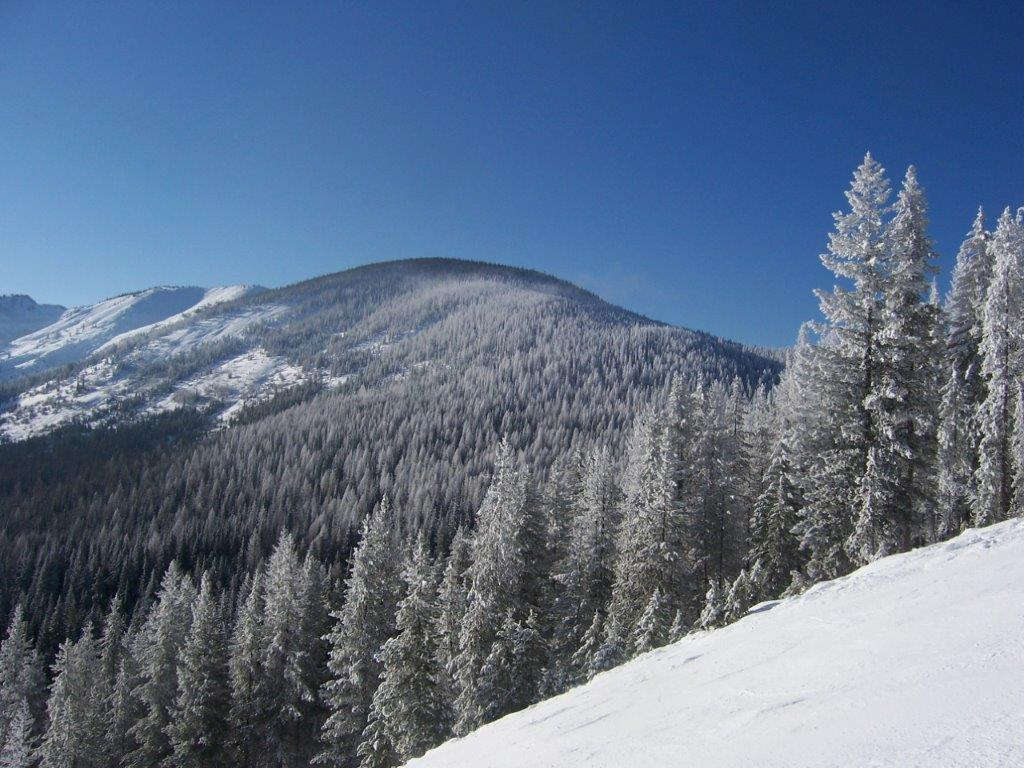
Vue d'hiver à proximité du domaine skiable de Lookout Pass
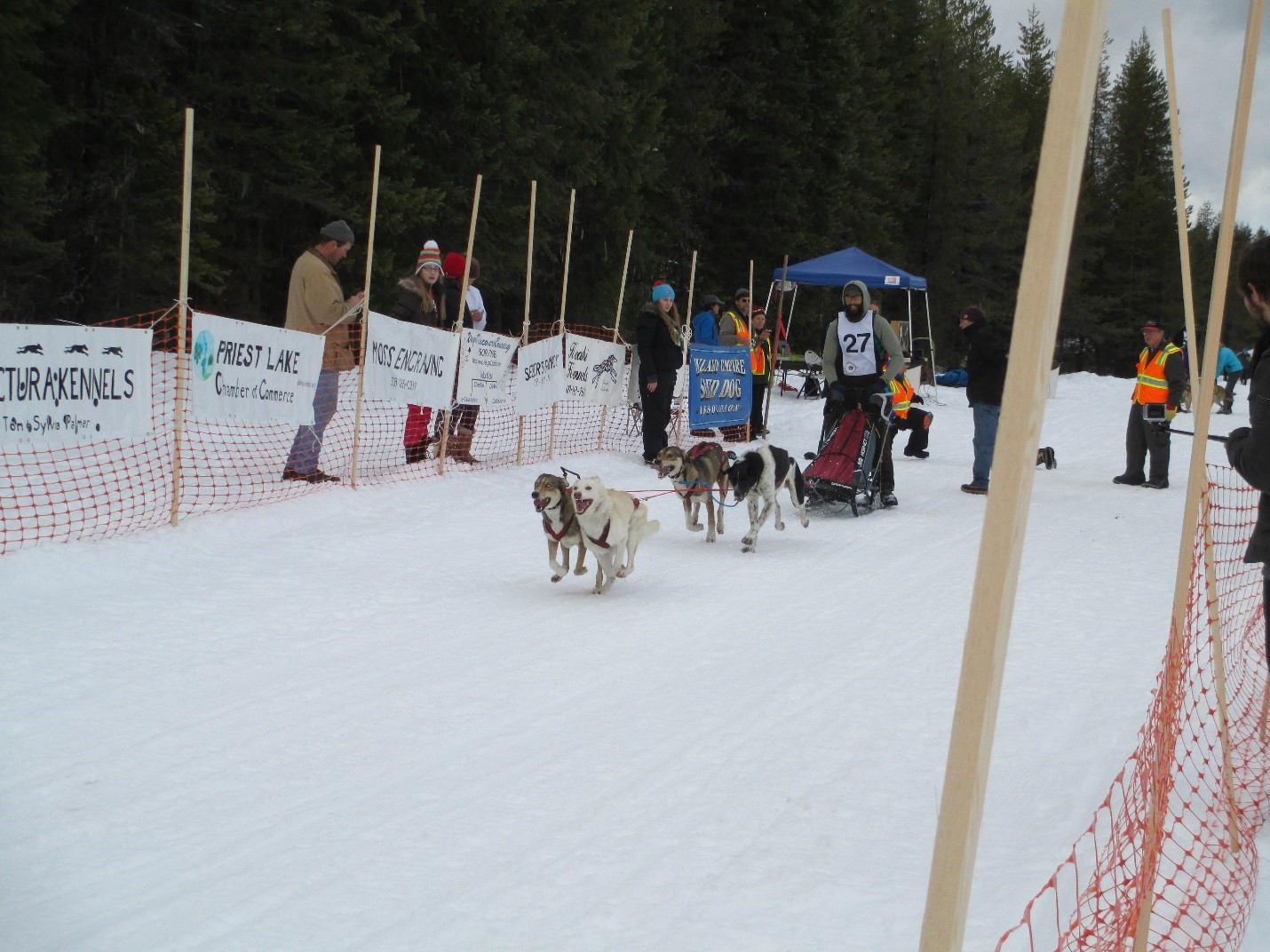
Courses de chiens Inland Empire 2017 près du lac Priest